# Gareth Chilcott
Gareth James Chilcott (Bristol, 20 novembre 1956) è un ex rugbista a 15 britannico, internazionale per l’Inghilterra, per sedici stagioni pilone del Bath.

## Biografia
Nelle 17 stagioni da pilone del Bath, Chilcott vinse cinque volte consecutive il titolo di campione inglese, più 8 coppe Anglo-Gallesi, di cui 4 consecutive e realizzando in 3 stagioni l'accoppiata titolo inglese/Coppa.
Esordì in Nazionale inglese contro l'Australia nei test autunnali del 1984, e fu anche convocato nei British Lions pur senza mai essere utilizzato nel corso di test match ufficiali.
Prese anche parte alla Coppa del Mondo di rugby 1987, la prima edizione assoluta di tale manifestazione, nella quale si distinse per avere animato una rissa contro il Galles nell'incontro dei quarti di finale perso dall'Inghilterra.
Oggi è, tra le altre attività, presidente onorario della Wooden Spoon Society, organizzazione di beneficenza che raccoglie fondi per l'infanzia abbandonata e povera grazie a esibizioni a inviti di vecchie glorie del rugby, e gestisce un disco bar a Bristol.

## Palmarès
- Premiership: 5
Bath: 1988-89, 1989-90, 1990-91, 1991-92, 1992-93
- Coppe Anglo-Gallesi: 7
Bath: 1983-84, 1984-85, 1985-86, 1986-87, 1988-89, 1989-90, 1991-92